# Morote-Gari
Morote-Gari (双手刈, morote gari, littéralement « fauchage par les deux mains ») est une technique de projection du judo. Elle fait partie du groupe des techniques nouvellement acceptées par l'institut Kodokan (shinmeisho no waza) depuis octobre 1982. Elle est classée dans les mouvements de mains (te waza).

animation de Morote-Gari

C'est une technique analogue au double ramassement de jambes en lutte,. Elle est dans certains ouvrages nommée Rio Ashi Dori.

## Exécution
Tori doit faire un déplacement du corps (tai sabaki) et, pendant qu'uke avance un pied, tori doit rapidement placer sa jambe entre celles d'uke, en fonction du pied avancé. Une fois positionné, tori doit ramener ses mains en arrière des cuisses d'uke et faucher à l'aide de ses mains.
Selon l'institut Kodokan, tori ne soulève pas uke pour cette technique. Si tel est le cas, la projection doit alors être jugée comme sukui nage.

## Utilisation en compétition
En 2010, la Fédération internationale de judo interdit toute saisie de jambes en attaque directe. De plus, depuis l'édition 2013 du Tournoi Grand Chelem de Paris et jusqu'aux Championnats du monde de judo de Rio de Janeiro en 2016, de nouvelles règles sont expérimentées sanctionnant toute action aux jambes d'une élimination immédiate (hansoku-make). Cette technique est donc maintenant interdite en compétition de judo.
Elle reste toutefois utilisée en jiu-jitsu brésilien, lutte ou combat libre.